# Peucedanum munbyi
Peucedanum munbyi är en flockblommig växtart som beskrevs av Pierre Edmond Boissier. Peucedanum munbyi ingår i släktet siljor, och familjen flockblommiga växter. Inga underarter finns listade i Catalogue of Life.